# Okręty podwodne typu Protefs
Okręty podwodne typu Protefs – greckie okręty podwodne z okresu międzywojennego i II wojny światowej. W latach 1927–1930 w stoczniach Ateliers et Chantiers de la Loire w Nantes oraz Chantiers Navals Français w Caen zbudowano cztery okręty tego typu, które weszły do służby w Polemiko Naftiko w latach 1929–1930. Wszystkie jednostki uczestniczyły w wojnie grecko-włoskiej z lat 1940–41 (w jej trakcie utracono „Protefsa”), a po inwazji Niemiec na Grecję w 1941 roku pozostałe okręty operowały u boku Royal Navy na Morzu Śródziemnym. „Glafkos” został zatopiony na Malcie 4 kwietnia 1942 roku w wyniku ataku niemieckich i włoskich samolotów, a „Triton” został zatopiony 16 listopada 1942 roku na Morzu Egejskim przez niemiecki ścigacz okrętów podwodnych UJ-2102. Jedynie „Nirefs” przetrwał działania wojenne i został skreślony z listy floty w 1947 roku.

## Projekt i budowa
Okręty podwodne typu Protefs zostały zamówione przez rząd Grecji w 1925 roku. Projekt okrętów, autorstwa inż. Jeana Simonota, był bardzo zbliżony do francuskiego typu Sirène i stanowił powiększoną wersję typu Katsonis. Oprócz większych wymiarów i wyporności, wszystkie wyrzutnie torped umieszczono w kadłubie sztywnym.
Spośród czterech okrętów typu Protefs trzy zbudowane zostały w stoczni Ateliers et Chantiers de la Loire w Nantes, a jeden wybudowała stocznia Chantiers Navals Français w Caen. Stępki okrętów położono w 1927 roku, zostały zwodowane w latach 1927–1928, a do służby w Polemiko Naftiko przyjęto je w latach 1929–1930. Jednostki otrzymały nazwy nawiązujące do bóstw morskich z mitologii greckiej oraz numery burtowe Y-3 – Y-6. Koszt budowy pojedynczego okrętu wyniósł 119 000 £.
| Okręt           | Stocznia | Początek budowy | Wodowanie            | Wejście do służby |
| --------------- | -------- | --------------- | -------------------- | ----------------- |
| „Protefs” (Y-3) | Loire    | 1927            | 24 października 1927 | 31 sierpnia 1929  |
| „Nirefs” (Y-4)  | Loire    | 1927            | grudzień 1927        | 1 marca 1930      |
| „Triton” (Y-5)  | Loire    | 1927            | 4 kwietnia 1928      | 1 marca 1930      |
| „Glafkos” (Y-6) | CNF      | 1927            | 1928                 | 1 grudnia 1930    |

## Dane taktyczno–techniczne
Jednostki typu Protefs były dużymi okrętami podwodnymi o konstrukcji dwukadłubowej. Długość całkowita wynosiła 68,6 metra, szerokość 5,73 metra i zanurzenie 4,18 metra. Wyporność w położeniu nawodnym wynosiła 750 ton, a w zanurzeniu 960 ton. Okręty napędzane były na powierzchni przez dwa dwusuwowe silniki wysokoprężne Sulzer o łącznej mocy 1420 koni mechanicznych (KM). Napęd podwodny zapewniały dwa silniki elektryczne o łącznej mocy 1200 KM. Dwuśrubowy układ napędowy pozwalał osiągnąć prędkość 14 węzłów na powierzchni i 9,5 węzła w zanurzeniu. Zasięg wynosił 4000 Mm przy prędkości 10 węzłów w położeniu nawodnym oraz 100 Mm przy prędkości 5 węzłów pod wodą. Zbiorniki paliwa mieściły 105 ton oleju napędowego. Dopuszczalna głębokość zanurzenia wynosiła 85 m.
Okręty wyposażone były w osiem wewnętrznych wyrzutni torped kalibru 550 mm: sześć na dziobie oraz dwie na rufie, z łącznym zapasem 10 torped. Uzbrojenie artyleryjskie stanowiło działo pokładowe Schneider kal. 100 mm L/40, umieszczone na obrotowej platformie na przedzie kiosku, z zapasem amunicji wynoszącym 150 naboi oraz działko plot. kal. 40 mm Mark II L/39.
Załoga pojedynczego okrętu składała się z 41 oficerów, podoficerów i marynarzy.

## Służba
Wszystkie jednostki uczestniczyły w wojnie grecko-włoskiej z lat 1940–41. 29 grudnia 1940 roku „Protefs” zatopił duży włoski transportowiec „Sardegna” (11 452 BRT), lecz wkrótce po udanym ataku został staranowany i zatopiony przez eskortujący statek torpedowiec „Antares”. Po upadku Grecji w 1941 roku pozostałe okręty uciekły do Aleksandrii, którą osiągnęły 25 kwietnia. Okręty operowały u boku Royal Navy w składzie 1. Flotylli Okrętów Podwodnych, stacjonując w Aleksandrii. 4 kwietnia 1942 roku „Glafkos” został zatopiony na Malcie podczas zmasowanego bombardowania przez samoloty państw Osi. 16 listopada 1942 roku między wyspami Eubea a Andros „Triton” został zatopiony przez niemiecki pomocniczy ścigacz okrętów podwodnych UJ-2102. „Nirefs” jako jedyny z typu Protefs przetrwał działania wojenne, został skreślony z listy floty w maju 1947 roku i złomowany w 1952 roku.